# 선언적 지식
선언적 지식(declarative knowledge)은 선언적 문장을 사용하여 표현될 수 있는 사실에 대한 인식이다. 이론적 지식, 기술적 지식, 서술적 지식, 명제적 지식이라고도 한다. 하나의 특정 용도나 목적에 제한되지 않으며 책이나 컴퓨터에 저장할 수 있다.
인식론은 선언적 지식을 연구하는 주요 학문이다. 무엇보다도 선언적 지식의 필수 구성 요소를 연구한다. 전통적으로 영향력 있는 견해에 따르면, 그것은 세 가지 요소를 가지고 있다: 그것은 참되고 정당한 믿음이다. 믿음으로서 그것은 믿어진 주장의 정확성에 대한 주관적인 약속인 반면 진실은 객관적인 측면이다. 정당화되기 위해서는 신념이 타당한 이유에 기초하여 합리적이어야 한다. 이는 단순한 추측이 사실이라 하더라도 지식으로 간주되지 않는다는 것을 의미한다. 현대 인식론에서는 추가적인 또는 대체 구성 요소가 제안되었다. 한 가지 제안은 모순되는 증거가 없다는 것이다. 다른 제안으로는 그 믿음은 신뢰할 수 있는 인지 과정에 의해 발생했으며 그 믿음에는 오류가 없다는 것이다.
선언적 지식의 유형은 지식의 출처, 알려진 주장의 유형, 지식의 확실성에 따라 구별될 수 있다. 중심적인 대조는 경험에서 발생하는 사후 지식과 순수 합리적 성찰에 기초한 선험적 지식 사이에 있다. 다른 분류에는 영역별 지식과 일반 지식, 사실, 개념 및 원리에 대한 지식은 물론 명시적 및 암묵적 지식이 포함된다.
선언적 지식은 실천적 지식, 지인에 의한 지식과 대조되는 경우가 많다. 실용적인 지식은 말 타는 법을 아는 것과 같은 기술로 구성된다. 참된 믿음을 포함할 필요가 없기 때문에 비지적 지식의 한 형태이다. 지인에 의한 지식은 초콜릿의 맛을 아는 것처럼 직접적인 경험을 바탕으로 무언가에 대한 친숙함을 의미한다. 이러한 친숙함은 대상에 대한 사실적 정보를 갖고 있지 않은 경우에도 나타날 수 있다. 일부 이론가들은 또한 선언적 지식을 조건부 지식, 규범적 지식, 구조적 지식, 사례 지식 및 전략적 지식과 대조한다.
현상을 라벨링하고 기술하고 설명하는 등 다양한 활동을 위해서는 선언적 지식이 필요하다. 이는 문제 해결 및 의사 결정 과정을 안내할 수 있다. 많은 경우, 그 가치는 목표 달성에 있어서의 유용성에 기초한다. 그러나 그 유용성이 항상 분명한 것은 아니며 선언적 지식의 모든 사례가 가치 있는 것은 아니다. 학교에서 가르치는 많은 지식은 선언적 지식이다. 명시적 기억으로 저장되며 고립된 단일 사실을 암기하여 학습할 수 있다고 한다. 그러나 많은 경우 새로운 정보를 더 넓은 구조로 통합하고 이를 기존 지식과 연결하는 더 깊은 이해를 촉진하는 것이 유리한다. 선언적 지식의 원천은 지각, 성찰, 기억, 추론, 증언이다.